# Business Is Business (PMD)
| Recensione | Giudizio |
| ---------- | -------- |
| AllMusic   | [ 1 ]    |

Business Is Business è il secondo album del rapper statunitense PMD, pubblicato nel 1996 da Relativity Records.

## Tracce
1. Intro – 1:16
2. Business Is Business – 4:05 (Smith, Aguilar) – 8-Off
3. Leave Your Style Cramped – 1:56 (Smith, Marotta) – Charlie Marotta
4. Rugged-N-Raw – 4:06 (Smith, Aguilar) – 8-Off
5. What Cha Gonna Do (featuring Das EFX) – 3:38 (Smith, Weston, Hines, Charity, Lynch) – Solid Scheme
6. Never Watered Down (featuring Nocturnal) – 4:16 (Smith, Aguilar) – 8-Off
7. It’s the Pee – 4:26 (Smith, Charity, Lynch) – Solid Scheme
8. Kool Kat – 4:38 (Smith, Marotta) – Charlie Marotta
9. Interlude – 1:10
10. It’s the Ones (featuring M.O.P.) – 3:26 (Smith, Grinnage, Murray, Hamilton) – Fabian Hamilton
11. Nuttin' Move (featuring Das EFX) – 4:15 (Smith, Weston, Hines, Spivey) – DJ Scratch
12. I’m A B-Boy – 3:54 (Smith, Spivey) – DJ Scratch
13. Rugged-N-Raw (Remix) (featuring Das EFX) (Smith, Weston, Hines, Aguilar) – 8-Off

## Classifiche settimanali
| Classifica (1996)         | Posizione raggiunta |
| ------------------------- | ------------------- |
| Stati Uniti               | 180                 |
| US Top R&B/Hip-Hop Albums | 29                  |